# Sophronia santolinae
Sophronia santolinae is een vlinder uit de familie tastermotten (Gelechiidae). De wetenschappelijke naam is voor het eerst geldig gepubliceerd in 1863 door Staudinger.
De soort komt voor in Europa.